# Yazid II
Yazid II (687 – 26 januari 724) was een Omajjaads kalief van 720 tot 724. Hij was een neef van de vorige kalief Omar II en een zoon van Abd al-Malik. Tijdens zijn regering braken in het gigantische Arabische Rijk her en der onlusten uit. In 724 stierf hij aan tuberculose; hij werd opgevolgd door zijn broer Hisham.